# Mons Porphyrites
Mons Porphyrites es el emplazamiento montañoso de un grupo de antiguas canteras romanas situadas en las montañas del Mar Rojo, en el desierto Oriental de Egipto. 
Se encuentra a unos 45 kilómetros del mar en la carretera entre Maximianopolis/Kainopolis en el valle del Nilo y el puerto de Mios Hormos (Abu Sha'ar Al-Qibli en el Mar Rojo), a 55 kilómetros al oeste de Hurghada en la pendiente nororiental del Yebel Dujan (Montañas Humeantes), cuyo pico más alto tiene 1.626 metros de altura. Las propias montañas están formadas por rocas de efusión precámbrica. En la propia cantera se extraía un pórfido (andesita) de color púrpura o negro con fenocristales de feldespato blanco o rosa, que era extremadamente raro y, por tanto, valioso. 
El pórfido imperial, por el que Mons Porphyrites es más famoso, solo se encuentra en una pequeña superficie de unos 6 km². Este pórfido se utilizó en Roma y Constantinopla (época bizantina) con fines decorativos como columnas monolíticas, esculturas, termas o, especialmente, en sarcófagos imperiales. Otros yacimientos produjeron pórfido negro. Una segunda variante es de color verde-negro con fenocristales de color blanco a ligeramente verdoso que miden hasta 5 milímetros.

## Historia
Bajo el Imperio romano, eran la única fuente conocida de la variedad púrpura "imperial" de pórfido. Fueron explotadas entre los siglos I y V. La cantera noroeste era probablemente la más antigua. Las otras canteras imperiales del desierto oriental eran Mons Claudianus, Mons Ophiates y Tiberiane. Estas cuatro canteras estaban probablemente bajo una administración unificada, ya que se encuentra el mismo procurator metallorum en más de una de ellas.
Las canteras fueron descubiertas por Cayo Comino Leugas en el año 18. Su explotación puede rastrearse en cientos de ostraca desde poco después hasta los años 430. Solo se podía acceder a ellas a través de un tortuoso ramal de la calzada entre Caene, en la orilla del Nilo, y el fuerte romano de la costa del Mar Rojo.
Las canteras propiamente dichas se extendían a lo largo de 9 km². Había cinco aldeas dispersas para los trabajadores y un complejo central en el uadi Abu Ma'amel, a 630 metros sobre el nivel del mar. Las canteras más altas se encontraban en Rammio, a 1.438 metros. La piedra extraída tenía que dejarse caer por pasarelas hasta el uadi. El complejo central contaba con un asentamiento de trabajadores, un fuerte, un templo de Serapis y dos de Isis, una terma con hipocausto y una necrópolis. El primer templo dedicado a Isis Megiste puede datarse en el 113 y el de Serapis en 117-119. Un segundo templo dedicado a Isis Myrionyma, datado en 137-138, se encontraba al otro lado del uadi. Existen indicios de herrería en la zona de los trabajadores. El complejo central contaba con dos pozos y una gran cisterna para el almacenamiento de agua en el fuerte.
Varias de las aldeas no estuvieron ocupadas hasta el siglo II, pero hay lápidas, cerámica y monedas posteriores procedentes de las canteras más altas. Una torre en el complejo central permitía la comunicación visual incluso con los puestos más distantes. Además del fuerte principal, también había fortines en Badia, Umm Sidri y Belia.
Las operaciones de extracción se reanudaron brevemente en la década de 1930, bajo el mandato del príncipe Faruk, durante la cual la piedra se utilizó principalmente en El Cairo.
Desde 1994 ha sido excavado por un equipo británico junto con la Egypt Exploration Society y se ha encontrado una importante inscripción en un pequeño templo en lo alto de las montañas. Es una dedicatoria a los dioses Pan y Serapis, dominada por un grabado que muestra al dios Pan-Min. Menciona el descubrimiento del yacimiento el 23 de julio del año 18 por Cayo Comino Leugas. También se describen las rocas que se encontraron: pórfido, pórfido negro, piedras multicolores.